# IC 4454
IC 4454 је спирална галаксија у сазвјежђу Волар која се налази на листи објеката дубоког неба у Индекс каталогу.
Деклинација објекта је + 17° 42' 44" а ректасцензија 14h 33m 16,6s. Привидна величина (магнитуда) објекта IC 4454 износи 16,6 а фотографска магнитуда 17,4. IC 4454 је још познат и под ознакама NPM1G +17.0504, PGC 1539655.